# 原正敏
原 正敏（はら まさとし、1923年5月16日 - 2010年8月30日）は、日本の図学者、技術教育者。

## 略歴
大阪府出身。1945年東京帝国大学工学部造兵科卒。東京都立江戸川高等学校、東京都立世田谷工業高等学校教諭を経て、1964年東京大学教養学部助教授(図学)、1970年北海道大学教授、1976年東大教養学部教授に戻り、1983年名誉教授となり、静岡大学教授、1986年千葉大学教授。図学、技術教育、技術教育史。技術教育研究会の設立発起人。

## 著書
- 『図学 第三角法による』 (最新機械工学講座)産業図書 1967
- 『第三角法による板金展開図法』昭晃堂 1971
- 『現代の技術・職業教育』大月書店 1987

### 共編著
- 『技術科の災害と安全管理』編 明治図書出版 1964
- 『技術教育と災害問題』佐々木享共著 国土社 1966
- 『これからの教育 第3  職業のための教育 人生の開拓』倉内史郎, 原芳男共著 日本放送出版協会 1970
- 『技術科教育法』 (各科教育法双書)佐々木享共編 学文社 1972
- 『講座現代技術と教育 8 技術教育の歴史と展望』内田糺共編 開隆堂出版 1975
- 『大学における教育実践』浅野誠共編 水曜社 1983
- 『男女平等と技術教育 小・中・高一貫の技術教育を求めて』向山玉雄共著 民衆社 1986
- 『現代企業社会と生涯学習』藤岡貞彦共編著 大月書店 1988

### 翻訳
- P.J.ブッカー『製図の歴史』みすず書房 1967